# 浦和的小調
《浦和的小調》，是由日本埼玉電視台於2015年4月至6月首播的原創電視動畫。
第二季《武藏野！》原訂於2017年7月播出，最終推遲於2022年7月播出。 

## 故事
故事敘述住家在埼玉市八處冠有「浦和」之名的車站附近的八個女孩的日常生活。

## 登場角色
※擔任此部作品的配音員皆是崎玉縣出身。
高砂調（配音員：瀨戶麻沙美）
生活在埼玉市浦和區浦和車站前的女孩。鐵道社社員。名字「調」來自高砂調家附近的神社。
沼影彩湖（配音員：大久保瑠美）
生活在埼玉市南區武藏浦和車站的模型屋女孩。學生會會長，中二病患者。
上木崎常盤（配音員：明坂聰美）
生活在埼玉市浦和區北浦和車站拉麵店女孩。鐵道社副社長。
別所子鹿（配音員：久保田未夢）
生活在埼玉市南區中浦和車站的鳗魚店女孩。學生會副會長。
田島櫻（配音員：大地葉）
生活在埼玉市櫻區西浦和車站的蕎麥麵店女孩。鐵道社社員。
道祖土綠（配音員：東城日沙子）
生活在埼玉市綠區東浦和車站的花店女孩。鐵道社社長。
大谷場南（配音員：渡部惠子）
埼玉市南區南浦和車站附近LiveHouse經營者的女兒。鐵道社社員。
三室美園（配音員：田村奈央）
埼玉市綠區浦和美園車站附近三室商店街的當地偶像。風紀委員長，重度路癡。

## 電視動畫
2015年4月10日起陸續由埼玉電視台、京都放送播放。

### 製作人員
- 監督：
- 系列構成：花村悠一郎（harappa）
- 角色原案：NOB-C
- 動畫角色設定：松島慎太郎
- 音樂：諸橋邦行
- 音響監督：鄉文裕貴
- 音響製作：grooove
- 執行製作人：鹿島台
- 企劃製作：三澤友貴（harappa）
- 製片人：高橋英彥（埼玉電視台）
- 製作監製：山浦貴法
- 製片廠：harappa
- 動畫製作：A-Real

### 主題曲
片尾曲
作詞：三浦友貴，作曲：諸橋邦行
主唱：浦和第三高等學校 有志一同（瀨戶麻沙美、明坂聰美、大久保瑠美、久保田未夢、大地葉、東城日沙子、渡部惠子、田村奈央）

### 各話列表
| 話數              | 日文標題 | 中文標題                    | 分鏡            | 作畫監督 |
| ----------------- | -------- | --------------------------- | --------------- | -------- |
| 第1話             |          | 希望今天也能是好日子        |                 | 八角彩香 |
| 第2話             |          | 參加社團吧！                | 岡昭彥          |          |
| 第3話             |          | 今時今日 風在傾訴           | 岡昭彥 八角彩香 |          |
| 第4話             |          | 浦和的暴走天使 昭影彩湖登場 | 八角彩香        |          |
| 第5話             |          | 人生接連的迷茫              | 岡昭彥          |          |
| 第6話             |          | 忍者女孩 同一性             | 岡昭彥          |          |
| 第7話             |          | 相親季突如其來              | 八角彩香        |          |
| 第8話             |          | 激戰 學生會 V.S 鐵道部 其一 | 岡昭彥          |          |
| 第9話             |          | 決戰 琦玉通猜謎大會         | 八角彩香        |          |
| 第10話            |          | 請愛惜儲物櫃                | 岡昭彥          |          |
| 第11話            |          | 吐槽就輸了                  | 岡昭彥          |          |
| 第12話            |          | 願明日依舊美好              | 岡昭彥          |          |
| 第13話 （未放送） |          | 夏日中、房間裹、朋友們      | 岡昭彥          |          |

## 外部連結
- 電視動畫「浦和的小調」官方網站 （页面存档备份，存于）（日語）
- 電視動畫「浦和的小調」的X（前Twitter）（日語）